# HTML
HyperText Markup Language (HTML) este un limbaj de marcare utilizat pentru crearea paginilor web ce pot fi afișate într-un browser (sau navigator). Scopul HTML este mai degrabă prezentarea informațiilor – paragrafe, fonturi, tabele ș.a.m.d. – decât descrierea semanticii documentului. În cadrul dezvoltării web de tip front-end, HTML este utilizat împreună cu CSS și JavaScript. 
Specificațiile HTML sunt dictate de World Wide Web Consortium (W3C), care încurajează utilizarea CSS în locul a HTML explicit pentru prezentare.

## Introducere
HTML este o formă de marcare orientată către prezentarea documentelor text pe o singura pagină, utilizând un software de redare specializat, numit agent utilizator HTML, cel mai bun exemplu de astfel de software fiind browserul web. HTML furnizează mijloacele prin care conținutul unui document poate fi adnotat cu diverse tipuri de metadate și indicații de redare. Indicațiile de redare pot varia de la decorațiuni minore ale textului, cum ar fi specificarea faptului că un anumit cuvânt trebuie subliniat sau că o imagine trebuie introdusă, până la algoritmi sofisticați, hărți de imagini și formulare. Metadatele pot include informații despre titlul și autorul documentului, informații structurale despre cum este împărțit documentul în diferite segmente, paragrafe, liste, titluri etc. și informații cruciale care permit ca documentul să poată fi legat de alte documente pentru a forma astfel hiperlink-uri (sau web-ul).
HTML este un format text proiectat pentru a putea fi citit și editat de oameni utilizând un editor de text simplu. Totuși scrierea și modificarea paginilor în acest fel solicită cunoștințe solide de HTML și este consumatoare de timp. Editoarele grafice (de tip WYSIWYG) cum ar fi Macromedia Dreamweaver, Adobe GoLive sau Microsoft FrontPage permit ca paginile web sa fie tratate asemănător cu documetele Word, dar cu observația că aceste programe generează un cod HTML care este de multe ori de proastă calitate.
HTML se poate genera direct utilizând tehnologii de codare din partea serverului cum ar fi PHP, JSP sau ASP. Multe aplicații ca sistemele de gestionare a conținutului, wiki-uri și forumuri web generează pagini HTML.
HTML este de asemenea utilizat în e-mail. Majoritatea aplicațiilor de e-mail folosesc un editor HTML încorporat pentru compunerea e-mail-urilor și un motor de prezentare a e-mail-urilor de acest tip. Folosirea e-mail-urilor HTML este un subiect controversat și multe liste de mail le blochează intenționat.

## Noțiuni de bază
HTML este prescurtarea de la Hyper Text Mark-up Language si este codul care stă la baza paginilor web.
Paginile HTML sunt formate din etichete sau tag-uri și au extensia „.html” sau „.htm”. În marea lor majoritate aceste etichete sunt pereche, una de deschidere <eticheta> și alta de închidere </eticheta>, mai există și cazuri în care nu se închid, atunci se folosește <eticheta />. Navigatorul web interpretează aceste etichete afișând rezultatul pe ecran. HTML-ul este un limbaj care nu face deosebire între litere majuscule și minuscule.
Pagina principala a unui domeniu este fisierul „index.html” respectiv „index.htm”. Această pagină este setată a fi afișată automat la vizitarea unui domeniu.
De exemplu la vizitarea domeniului www.nume.ro este afișată pagina www.nume.ro/index.html.
Unele etichete permit utilizarea de atribute care pot avea anumite valori:
```
<eticheta atribut="valoare"> ... </eticheta>

```

Componența unui document HTML este:
1. versiunea HTML a documentului
2. zona head cu etichetele <head> </head>
3. zona body cu etichetele <body> </body> sau <frameset> </frameset>

Versiunea HTML poate fi:
- HTML 4.01 Strict

```
<!DOCTYPE HTML PUBLIC "-//W3C//DTD HTML 4.01//EN" "http://www.w3.org/TR/html4/strict.dtd">

```

- HTML 4.01 Transitional

```
<!DOCTYPE HTML PUBLIC "-//W3C//DTD HTML 4.01 Transitional//EN" "http://www.w3.org/TR/html4/loose.dtd">

```

- HTML 4.01 Frameset

```
<!DOCTYPE HTML PUBLIC "-//W3C//DTD HTML 4.01 Frameset//EN" "http://www.w3.org/TR/html4/frameset.dtd"> 

```

- HTML 5

```
<!DOCTYPE HTML>

```

Toate paginile HTML încep și se termină cu etichetele <html> și </html>.
În interiorul acestor etichete găsim perechile <head>, </head> și <body>, </body>.
head conține titlul paginii între etichetele <title> și </title>, descrieri de tip <meta>, stiluri pentru formatarea textului, script-uri și legături către fișiere externe (de exemplu algoritmi, fișiere de tip CSS sau favicon).
Etichetele de tip meta conțin cuvinte cheie, descrierea paginii, date despre autor, informații utile motoarelor de căutare și au următorul format:
```
<META NAME="nume" CONTENT="continut">

```

Exemplu: link către un fisier extern CSS:
```
<link rel="stylesheet" type="text/css" href="css.css">

```

body găzduiește practic toate etichetele afișate de browser pe ecran.
Exemplu: o pagină HTML cu titlul Exemplu iar conținutul Conținut pagină
```
<html>
<head>
<title>Exemplu</title>
</head>
<body>
Conținut pagină
</body>
</html>

```

Și în HTML poate fi introdus un comentariu, care bineînțeles nu va fi afișat de browser:
```
<!-- comentariu -->

```

## Elementele de marcare
Mai jos sunt tipurile de elemente de marcare în HTML:
- Marcare structurală. Descrie scopul unui text. De exemplu:

```
<h1>Fotbal</h1>

```

Direcționeaza browserul pentru a reda "Fotbal" ca pe cel mai important titlu. Marcarea structurală nu are un anumit stil predefinit, dar cele mai multe browsere web au standardizat modul în care acestea sunt afișate. De exemplu, titlurile importante (h1, h2, etc.) sunt aldine și mai mari decât restul textului.De notat că "h1" este folosit doar o singură dată per pagină deoarece cu el este marcat titlul ei.
- Marcare pentru prezentare. Descrie cum apare un text, indiferent de funcțiile sale. De exemplu:

```
<strong>îngroșat</strong>

```

Va afișa textul "îngroșat" cu litere groase, aldine.Notă: Html a inceput în ultimii ani să înceapă să nu mai folosească acest gen de tag-uri pentru că "b" nu dă sens paginii, pe când tag-ul "strong" (adică strong emphasis) dă un înțeles paginii, și mai important, asemenea tag-uri pentru prezentare doar încarcă o pagină cu informații și o fac astfel mai greu de încărcat, iar apoi dacă atașezi un document CSS la pagină, o singură modificare la CSS (de ex: de la "font-style:italic" la "font-weight:bold" va schimba tot textul selectat, și de exemplu, link-urile vor trece de la text înclinat la text îngroșat, plus că în CSS avem avantajul de a putea preciza cât de mari sau mici să fie literele în pixeli «px», în puncte «pt», etc.)avem același efect ca și cănd am avea de schimbat toate tag-urile de "i" de pe pagină în tag-uri de "b", muncă care chiar și la un website mic este enormă, ce să mai vorbim de unul de genul wikipedia. Așa că dacă vreți să începeți o carieră în html sau un hobby (și să aveți succes) nu folosiți aceste taguri, nu degeaba s-a inventat CSS-ul.
- Marcare pentru hiperlink. Leagă părți ale unui document cu alte documente. De exemplu:

```
<a href="http://ro.wikipedia.org/">Wikipedia Românească</a>

```

Va reda Wikipedia românească ca hiperlink către un URL specificat.
- Elemente speciale (widget). Creează obiecte, cum ar fi butoanele și listele.

Doar marcatorii de prezentare (împreună cu foile de stiluri - CSS) determină cum conținutul din interiorul marcatorului va fi prezentat. Ceilalți marcatori spun browserului ce obiecte să redea sau ce funcții să execute.

### Tag-uri
Orice fișier html are următoarea structură 
```
<html>
<head>
<title>Titlul</title>
</head>
<body>

</body>
</html>

```

Între tagurile <body></body> se scriu celelalte "instrucțiuni".
Tagul <body> permite stabilirea fundalului și a culorii hiperlinkurilor:
- <body bgcolor="#ff0000"> - culoarea fundalului paginii devine rosie
- <body background="fundal.jpg"> - pune o imagine în fundalul paginii
- <body link="#ff0000" alink="#00ff00" vlink="#0000ff"> - stabilește culoarea linkurilor nevizitate și vizitate.